# Jutta Wolke
Jutta Wolke (* 29. Mai 1953 in Hagen) ist eine deutsche Diplomatin und war von 2011 bis 2012 deutsche Botschafterin in Algerien. Von 2012 bis 2015 war sie Generalkonsulin in Istanbul. Von 2015 bis 2018 fungierte sie als Generalkonsulin in Mailand.

## Leben
Nach dem Abitur studierte Jutta Wolke von 1972 bis 1977 Anglistik, Amerikanistik, Sozialwissenschaft und Politikwissenschaft und befand sich nach dem Ersten Staatsexamen von 1977 bis 1979 im Vorbereitungsdienst für das Lehramt an Gymnasien. Im Anschluss absolvierte sie ein postgraduales Studium im Fach Internationale Beziehungen an der School of Advanced International Studies der Johns Hopkins University in Washington, D.C. und schloss dieses Studium mit einem Master of Arts (M.A. International Relations) ab. Danach war sie erst von 1981 bis 1982 als Lektorin bei McKinsey & Company und im Anschluss als Assistentin für kulturelle Angelegenheiten beim Generalkonsulat der USA in Düsseldorf tätig.
1984 trat sie in den auswärtigen Dienst ein und war nach Abschluss der Laufbahnprüfung von 1986 bis 1989 zunächst Presse- und Kulturreferentin im Generalkonsulat in Istanbul tätig, ehe sie anschließend Mitarbeiterin für Umweltfragen bei der Ständigen Vertretung bei den Internationalen Organisationen in Genf war. Nach einer Verwendung in der Personalabteilung des Auswärtigen Amtes von 1991 bis 1994 war sie Leiterin des Politik- und Pressereferats der Botschaft in Südafrika sowie zwischen 1997 und 2001 Referatsleiterin des Grundsatzreferates für Außenpolitik im Bundespräsidialamt.
2001 wurde sie Büroleiterin und Medienbeauftragte bei der Organisation für Sicherheit und Zusammenarbeit in Europa (OSZE) in Wien und übernahm danach 2004 im Auswärtigen Amt das Amt der Referatsleiterin für die Türkei, Norwegen, Island, Schweiz und Liechtenstein. Anschließend war sie von 2008 bis 2011 Leiterin der Akademie Auswärtiger Dienst.
2011 wurde Jutta Wolke Botschafterin in Algerien und damit Nachfolgerin von Matei Hoffmann. Ihr Nachfolger als Botschafter in Algerien wurde Götz Lingenthal, der bisherige Leiter des Vertretungsbüros der Bundesrepublik Deutschland in den Palästinensischen Autonomiegebieten in Ramallah. 2012 wurde Wolke Generalkonsulin in Istanbul als Nachfolgerin von Brita Wagener und von 2015 bis 2018 war sie Generalkonsulin in Mailand. 